# Jean-François Laliberté
Pour les articles homonymes, voir Laliberté.
Jean-François Laliberté est un auteur, scénariste et ingénieur québécois.

## Biographie
Jean-François Laliberté étudie en études littéraires à l'Université du Québec à Montréal, puis poursuit à l'École de technologie supérieure (ÉTS) en Génie des opérations et de la logistique.
En 2012, il remporte le Prix de la Rivière Ouelle de la nouvelle policière, décerné par la Société du roman policier de Saint-Pacôme. En 2019, il remporte le prix Réal-Fillion pour son premier album de bande dessinée, U-Merlin – Les épreuves de l’écuyer.
Il est le premier auteur à publier un manga québécois, dont il fait mention dans plusieurs balados,,.

## Œuvres
- U-Merlin 1 : Les épreuves de l'écuyer (illustré par Sacha Lefebvre), Montréal, Éditions Michel Quintin, 2018, 104 p.  (ISBN 978-2-89762-350-0)
- U-Merlin 2 : Pour le roi! (illustré par Sacha Lefebvre), Montréal, Éditions Michel Quintin, 2019, 104 p.  (ISBN 978-2-89762-427-9)
- U-Merlin 3 : Le prisonnier du tombeau (illustré par Sacha Lefebvre), Montréal, Éditions Michel Quintin, 2021, 104 p.  (ISBN 978-2-89762-507-8)
- U-Merlin 4 : L'arène de Salamandria (illustré par Sacha Lefebvre), Montréal, Éditions Michel Quintin, 2022, 104 p.  (ISBN 978-2-89762-608-2)
- Les Élus Eljun 1 (illustré par Sacha Lefebvre), Montréal, Éditions Michel Quintin, 2023, 192 p.  (ISBN 978-2-89762-758-4)
- Les Élus Eljun 2 (illustré par Sacha Lefebvre), Montréal, Éditions Michel Quintin, 2023, 192 p.  (ISBN 9782897627805)
- Sire Dodoom 1 : Le code du chevalier Roderick (illustré par Mathieu Benoit), Éditions Les Malins, 2023, 126 p.  (ISBN 978-2-89810-732-0)

### Collectifs
- « Le navire maudit » (illustrations de Sacha Lefebvre), nouvelle en bande dessinée publiée dans le collectif Front 8, Montréal, Front Froid, 2015, 16 p.
- « Le porcher du mal» (illustrations de Olivier Carpentier), nouvelle en bande dessinée publiée dans le recueil Rencontres, Montréal, Presses du FBDM-MCAF, 2022, 7 p.

## Prix et honneurs
- 2012 : Prix de la Rivière Ouelle de la nouvelle policière pour « Le mystère du café au nom original »[6]

- 2019 : Prix Réal-Fillion pour U-Merlin - Les épreuves de l'écuyer[2]

## Événements
Jean-François Laliberté participera au 37e Salon du livre de Trois-Rivières qui aura lieu du 27 au 30 mars 2025.